# Úbeda
Úbeda (spanskt uttal: [ˈuβeða]) är en stad och kommun i provinsen Jaén i den autonoma regionen Andalusien i södra Spanien. Staden ligger cirka 45 kilometer nordost om Jaén. Kommunen har 33 674 invånare (2024), på en yta av 403,92 km². Staden är känd för sin renässansarkitektur och utnämndes därför, tillsammans med grannstaden Baeza, till världsarv 2003.

## Historia
Arkeologiska fynd visar på bronsåldersbosättningar i området som ägnade sig åt jordbruk och boskapsskötsel. Grekerna och därefter kartagerna anlände till Úbeda. Under den romerska tiden kallades staden för Betula.
Úbeda blev en betydelsefull stad först efter den arabiska (moriska) erövringen. Staden grundades av Abd ar-Rahman II och han gav staden namnet Ubbadat Al-Arab ("Arabernas Úbeda"). Med hjälp av hantverk, handel och jordbruk blev Úbeda en av de viktigaste städerna i al-Andalus.
Efter ett flertal tidigare försök av andra kristna kungar, återfördes Úbeda till det kristna väldet av Ferdinand III av Kastilien år 1234. Invånarna i staden var skattebefriade, vilket lade grunden till en välmående stad med en borgarklass med starkt inflytande. 1368 ödelades staden till följd av inbördeskrig mellan Peter I av Kastilien och Henrik av Trastamara (sedermera Henrik II av Kastilien) och 1509 lät Isabella I riva stadsmuren för att få slut på stridigheter mellan adelsfamiljerna. Detta ledde till en ekonomisk uppgång. Stadens son, Francisco de los Cobos y Molina, steg i graderna och blev till slut statssekreterare under kung Karl I av Kastilien (tillika Karl V, tysk-romersk kejsare) och hans brorson Juan Vázquez de Molina efterträdde honom på posten. Under 1500-talet, framför allt under kung Karl I och Filip II, renoverades staden grundligt i en renässansstil med starka italienska influenser.
Under 1600-talet drabbades Úbeda av ekonomisk nedgång på grund av missväxt, epidemier och skatteproblem vilket ledde till att befolkningen minskade. Under det spanska självständighetskriget tillfogades staden ytterligare ekonomisk skada och även under det spanska inbördeskriget led staden svårt.

## Näringsliv
Provinsen Jaén producerar mest olivolja i Spanien och runt Úbeda produceras stora volymer oliver.

## Sevärdheter
Stadskärnan rymmer runt tjugo renässanspalats, ett flertal renässanskyrkor och ett kloster. Många av dessa byggnader är arkitekten Andrés de Vandelviras verk. Den mest kända platsen i staden är det erkänt vackra torget Plaza de Vázques de Molina som omges av palats och kyrkor i renässansstil.
- Kyrkan Sacra Capilla del Salvador, på Plaza de Vázques de Molina, är byggd som Francisco de los Cobos y Molinas gravkyrka. Kyrkan började byggas 1536 med Diego de Siloé som arkitekt. Efter de Siloés död återupptogs bygget med Alonso Ruiz och Andrés de Vandelvira.[6]
- Kyrkan Santa María de los Reales Alcázares som ligger vid Plaza de Vázques de Molina, var under den moriska tiden en moské. Byggnaden omvandlades till en katolsk kyrka efter Ferdinand III:s erövring av Úbeda. Kyrkan, som ger prov på en blandning av stilar, fick under tidigt 1600-tal nya renässansfasader.[6]
- Vázques de Molina-palatset, på Plaza de Vázques de Molina, fungerar som Úbedas stadshus. Palatset byggdes av Andrés de Vandelvira med början 1652 åt Vázques de Molina som aldrig kom att flytta in i palatset. Istället blev det ett dominikanskt nunnekloster.[12]
- Dekan Ortega-palatset, även det på Plaza de Vázques de Molina, fungerar sedan 1930 som hotell. Palatset byggdes av Andrés de Vandelvira och Luis de la Vega.[13]
- Santiagosjukhuset byggdes mellan 1562 och 1575 av arkitekterna Andrés de Vandelvira och Pedro de Vandelvira på befallning av biskop Diego de los Cobos. Syftet var att skapa en sjukhus för fattiga och sjuka samt också vara kyrka, mausoleum och palats.[14]

## Bildgalleri

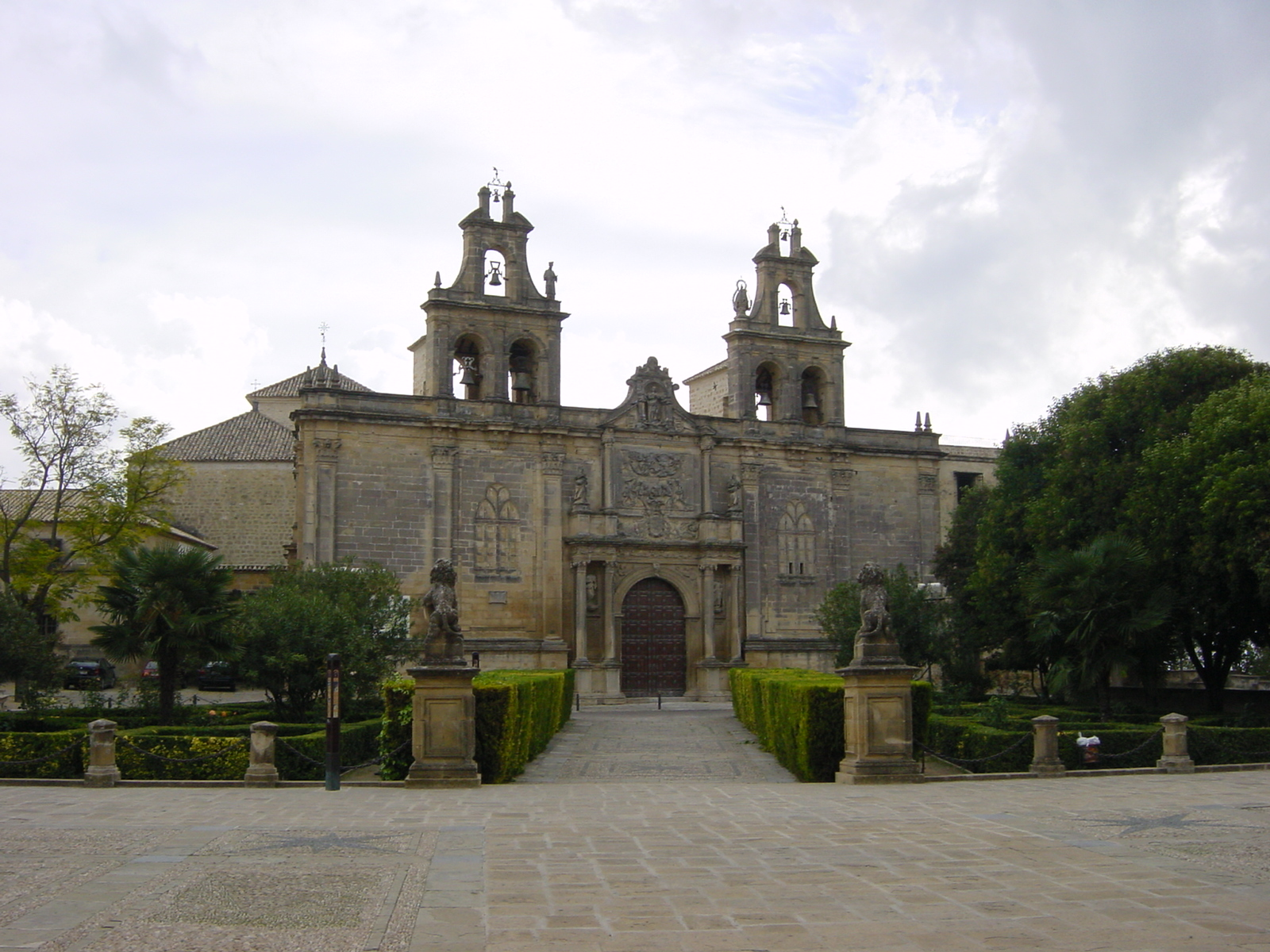
Santa María de los Reales Alcázares, fasad
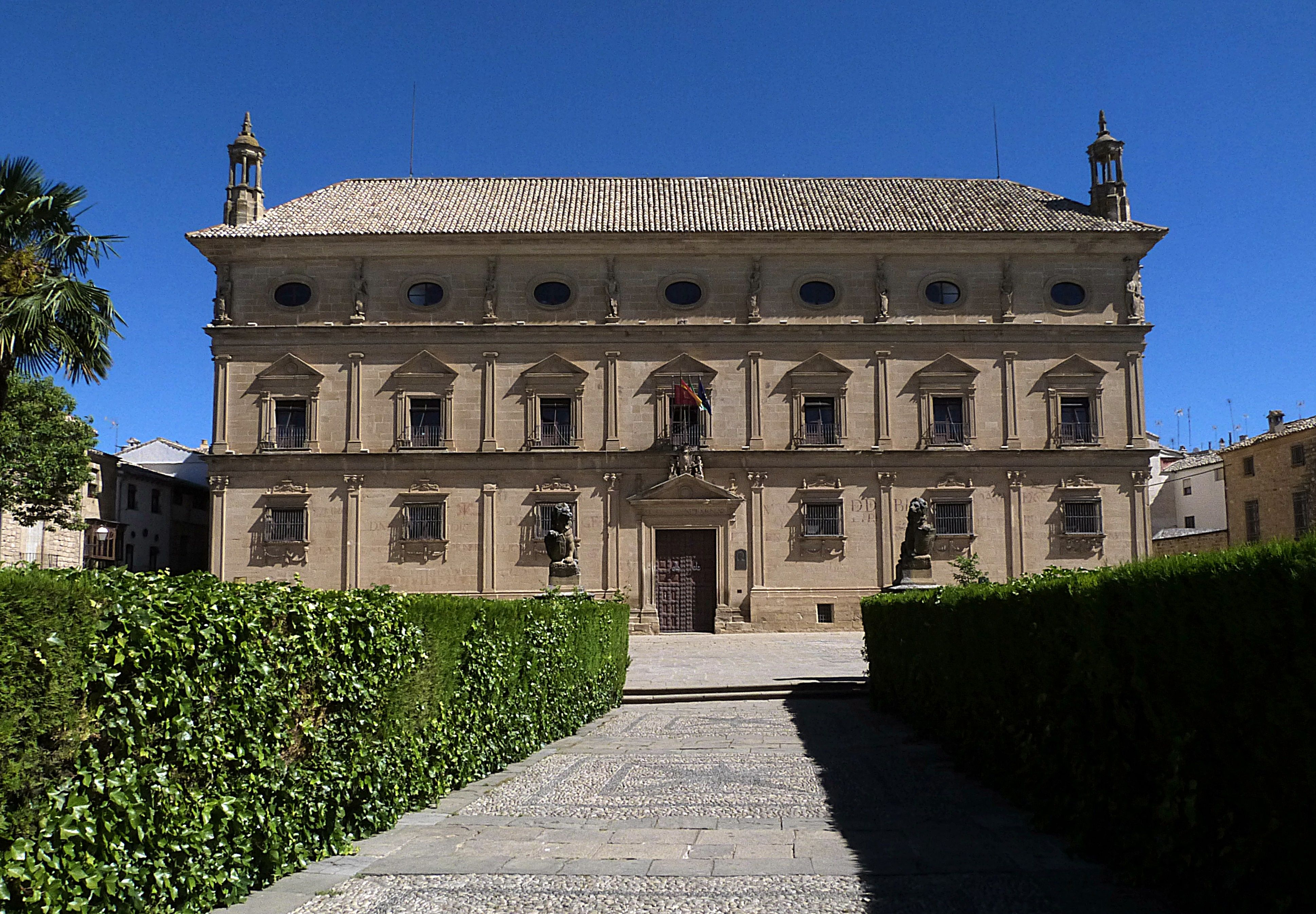
Vázques de Molina-palatset, fasad
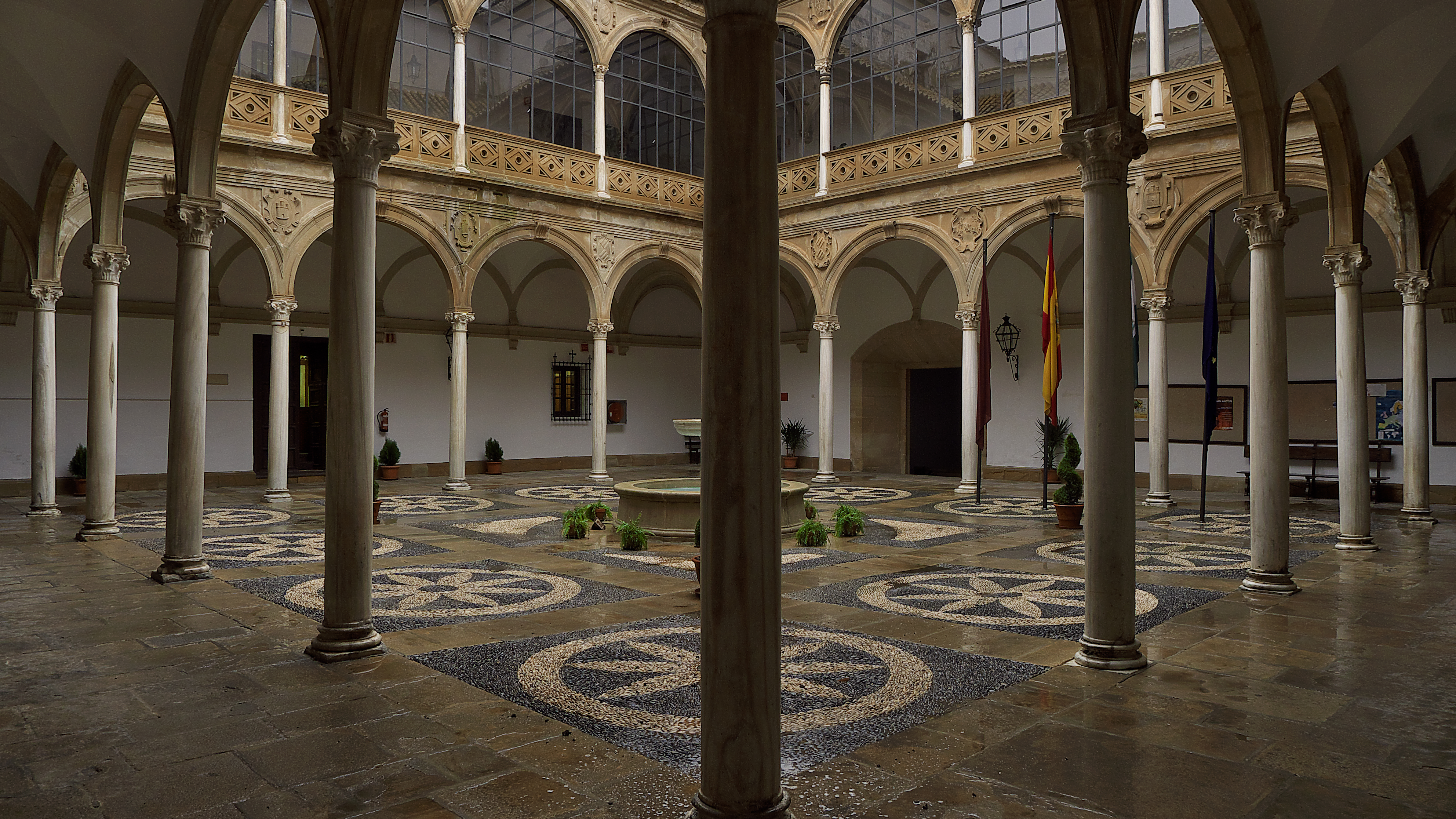
Vázques de Molina-palatset, innergård
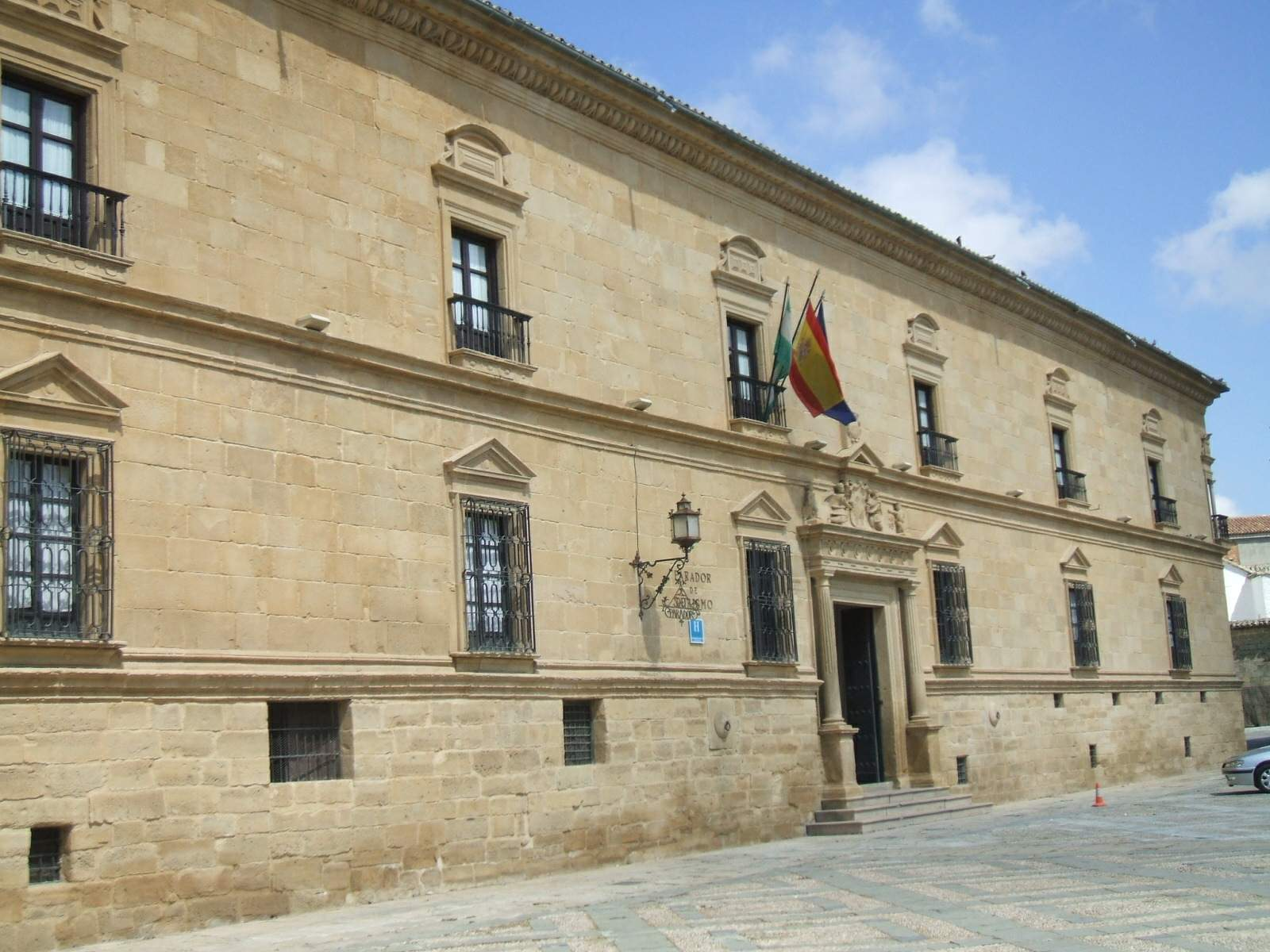
Dekan Ortega-palatset, fasad
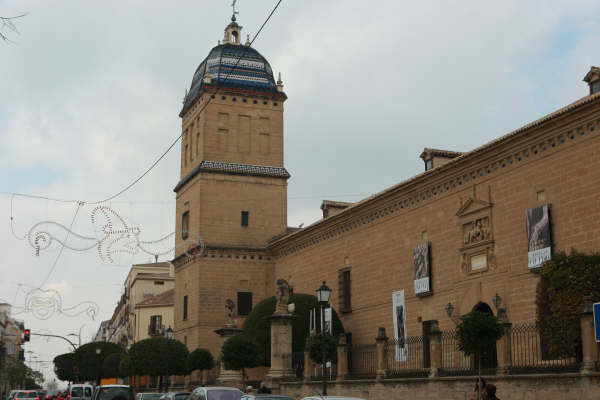
Santiagosjukuhset, fasad
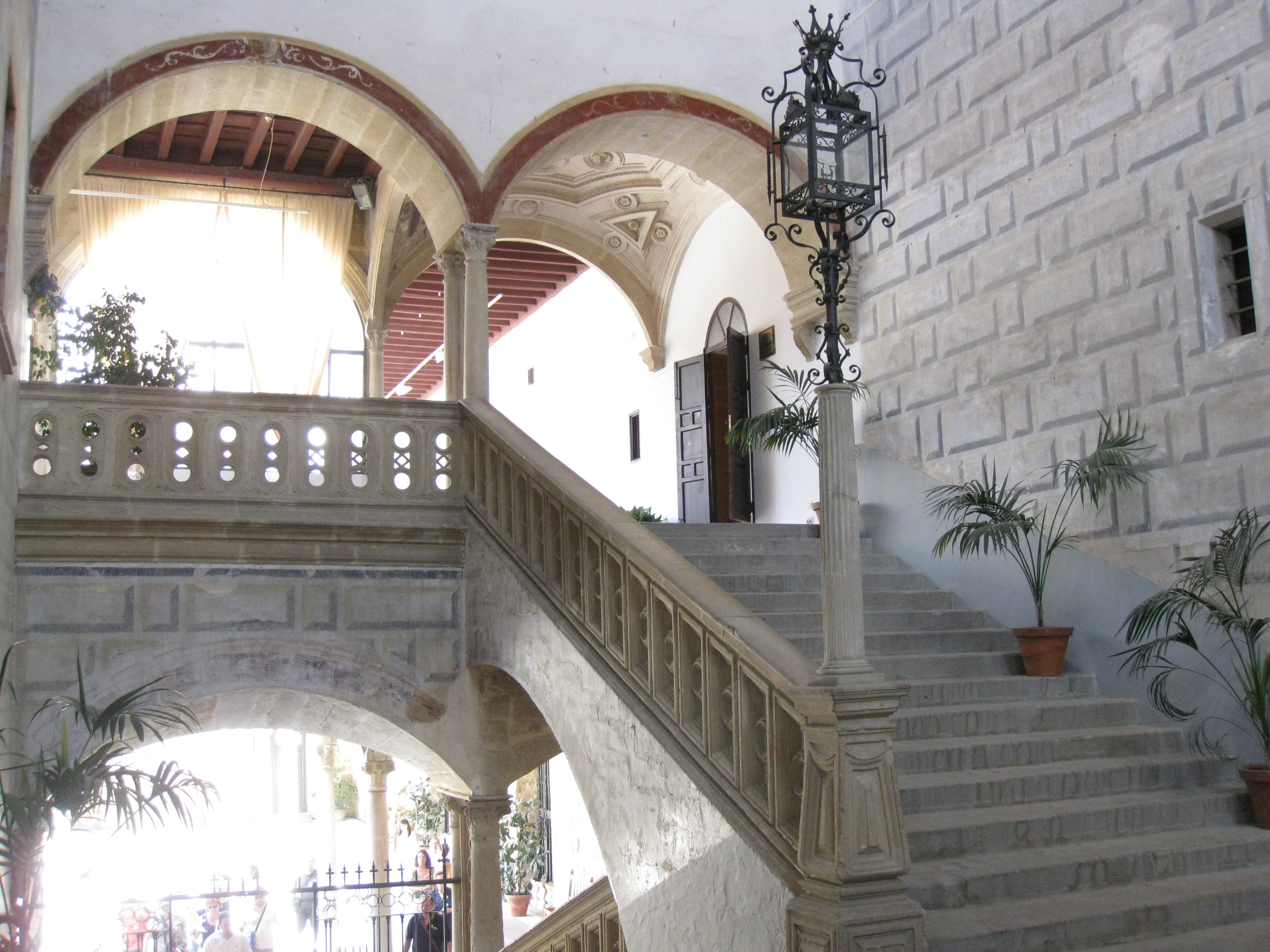
Santiagosjukhuset, trapphus